# Thomas Gainsborough
Thomas Gainsborough (Sudbury, 14. svibnja 1727. – London, 2. kolovoza 1788.), engleski rokoko slikar i grafičar; preteča klasicizma i romantizma u slikarstvu. Uz W. Hogartha i J. Reynoldsa najistaknutiji je predstavnik engleskog slikarstva 18. stoljeća. Bio je čuveni portretist; dvorski slikar kraljevske obitelji kralja Đure III., te aristokracije i ličnosti iz umjetničkog života Engleske. Također je bio i jedan od utemeljitelja Royal Academy of Arts u Londonu 1768. godine.

## Mladost i obrazovanje
Thomas Gainsborough je bio učenik portretista F. Haymana, no presudno su na njega utjecala djela A. van Dycka i sofisticirana elegancija rokoko slikarstva A. Watteaua. No, Thomas Gainsborough ne prihvaća ekstravaganciju i lakomislenost koje su, karakteristične za rokoko, tada prevladavale u kontinentalnoj Europi, pokazivajući veću sklonost za formalizam i naglašavanje tradicije. Na njegovim slavnim portretima u ukusno aranžiranim interijerima (Portret kralja Đure III., Vojvotkinja Richmond, Sarah Siddons) elegantni modeli u svili i baršunu prigušeni su refiniranim skalama boja. 

## Zrela karijera
Gainsborough je većinom slikao u engleskoj provinciji, najprije u Suffolku, a potom u pomodnom odmaralištu, Bathu. Tek se pred kraj karijere naselio u Londonu gdje se njegov način slikanja promijenio. Pod utjecajem djela Jacoba van Ruisdaela, velikog nizozemskog pejzažista iz 17. st., Thomas Gainsborough pokazuje pomake prema romantizmu. Najprije likove koje portretira postavlja u raskošne interijere ili ispred dubokih krajolika (kao u glasovitim slikama: Dječak u plavom, William Hallett sa ženom - jutarnja šetnja, i Robert Andrews sa ženom). Krajolik postaje s vremenom bitan čimbenik njegova djela; slika ga kao samostalan likovni motiv i time najavljuje slikarstvo Johna Constablea. 
Nedavno su vrednovane i njegove mnogobrojne žanr-scene s ljudima i životinjama (Ribarska obitelj na obali; Stoka na pojilištu).
- Dječak u plavom, 1770., ulje na platnu, 178 × 122 cm, galerija Huntington, California.
- William Hallett sa ženom - jutarnja šetnja, 1785., 236 x 179 cm, Nacionalna galerija, London.
- Sarah Siddons, 1785., 126 × 100 cm, Nacionalna galerija, London.
- Gđa. Richard B. Sheridan, 1786., 220 × 154 cm, Nacionalna galerija, Washington.

## Vanjske poveznice
- www.Thomas-Gainsborough.org  Arhivirana inačica izvorne stranice od 2. veljače 2021. (Wayback Machine) 70 djela Thomasa Gainsborougha.